# Проклятие Аннабель
«Проклятие Аннабель» (англ. Annabelle) — американский фильм ужасов, режиссёра Джона Р. Леонетти. Спин-офф фильма «Заклятие», режиссёра Джеймса Вана, который на этот раз выступил в качестве продюсера картины. Премьера в США состоялась 3 октября, в России — 25 сентября 2014 года.
В 2017 году состоялся выход приквела — фильм «Проклятие Аннабель: Зарождение зла».
Летом 2019 года вышло продолжение — «Проклятие Аннабель 3».

## Сюжет
В 1967 году в Санта-Монике, штат Калифорния, Джон Форм, врач, дарит своей жене Мие редкую фарфоровую куклу в честь скорого рождения их первого ребёнка. Куклу Мия планирует поместить в детской комнате их будущей дочери.
В ту ночь супругов беспокоят звуки, доносящиеся от соседей, Хиггинсов. Пока Мия звонит в полицию, на неё и Джона нападают незнакомцы, убившие их соседей. Полиция прибывает и стреляет в первого убийцу, мужчину, и тот погибает на месте, в то время как женщина-убийца совершает суицид, перерезав горло в детской и держа фарфоровую куклу в руках. В новостях опознали напавших как дочь Хиггинсов, Аннабель, и её бойфренда. Оба состояли в секте.
В последующие дни в доме Формов происходит ряд паранормальных явлений. После этого Миа рожает здоровую девочку, Лию. Семья снимает квартиру в Пасадене, и после обнаружения куклы, которую Джон выбросил после предыдущего нападения Аннабель, в одной из своих коробок, ещё одна серия паранормальных явлений поражает Мию и её дочь. На следующую ночь Мию преследует злобное существо в её квартире, и она считает, что это призрак Аннабель. Вскоре Мия сталкивается с загадочной фигурой в подвале здания дома, которая начинает преследовать её.
Мия приглашает детектива Кларкина, чтобы добыть информацию об Аннабель и секте, в которой она состояла. Женщина узнаёт, что культ намеренно призывает сверхъестественных существ. С помощью продавщицы из книжного магазина Эвелин Мия понимает, что культ практиковал поклонение дьяволу и вызвал демона, что последовал за семьёй после их переезда, чтобы забрать чью-то душу. По возвращении домой Миа и Лия подвергаются нападению демона, который раскрывается, манипулируя куклой. Миа и Джон связываются со своим приходским священником, отцом Перезом, который сообщает им, что демоны иногда вселяются в неодушевлённые предметы для достижения своих целей и что человеческая душа должна быть предложена, чтобы демон её забрал. Без надежды изгнать демона из куклы, отец Перез забирает её, чтобы обратиться за помощью к Уорренам для расследования. Но прежде чем он сможет войти в церковь, демон, олицетворяющий дух Аннабель, нападает на него и забирает куклу.
Священник госпитализирован, и на следующий день, когда Джон посещает его в больнице, отец Перез предупреждает, что, почувствовав мощное присутствие сущности, он понял, что истинное намерение демона — забрать душу Мии. В ту ночь, когда Эвелин навещала Мию, демон использовал физическую форму отца Переза, проникает в квартиру, похищает Лию и принуждает её мать отдать взамен свою душу. Чтобы спасти дочь, Миа пытается выпрыгнуть из окна с куклой, но Джон вместе с Эвелин успевают вовремя остановить её. Эвелин решает отдать свою душу во искупление вины за автомобильную аварию, в которой несколько лет назад погибла её дочь, Руби. Как только Формы воссоединяются, демон и кукла исчезают, а Лия возвращается.
Через полгода куклу покупает в антикварном магазине женщина в подарок своей дочери Дебби, одной из медсестёр, показанных в начале фильма.

## В ролях
- Аннабелль Уоллис — Миа
- Уорд Хортон — Джон
- Элфри Вудард — Эвелин
- Эрик Ладин — детектив Кларкин
- Брайан Хау — Пит Хиггинс
- Тони Амендола — отец Перес
- Ивар Броггер — доктор Бюргер
- Гэбриел Бейтман — Роберт
- Три О’Тул — Аннабель «Дженнис» Хиггинс
  - Кира Дэниелс — Аннабель в детстве
- Керри О’Мэлли — Шэрон Хиггинс
- Брайан Хау — Пит Хиггинс

## Съёмки
Съёмки фильма начались 27 января 2014 года в Лос-Анджелесе. Первый трейлер к фильму был выпущен 17 июля 2014 года.

## Отзывы
Фильм получил преимущественно негативные отзывы. На сайте Rotten Tomatoes фильм имеет рейтинг 29 % со средним баллом 4,4 из 10 на основе 127 рецензий.
На сайте Metacritic у фильма 37 баллов, что основано на 27 отзывах.

## Инциденты
Фильм спровоцировал странное поведение зрителей во Франции: кинотеатры в Марселе, Страсбурге и Монпелье были вынуждены прервать показы хоррора из-за массовых беспорядков на сеансах. По заявлению администраторов этих кинотеатров, десятки подростков прямо в зале устроили массовую драку, кидали попкорн и ломали сиденья.